# Ligne de Marcenais à Libourne
La ligne de Marcenais à Libourne est une ligne de chemin de fer française, à écartement normal et principalement à voie unique, qui reliait les gares de Marcenais et de Libourne dans le département de la Gironde en région Nouvelle-Aquitaine. Elle constitue la ligne 582 000 du Réseau ferré national.
Mise en service en 1887 par l'Administration des chemins de fer de l'État (État), elle est fermée au service des voyageurs en 1938 et celui des marchandises en 1958.
La ligne est déclassée en totalité en 1960 et la voie a depuis été déposée.

## Histoire

### Chronologie
- 30 août 1871, déclaration d'utilité publique[1],
- 18 juillet 1868, concession[1],
- 29 mai 1887, mise en service de la totalité de la ligne[1],
- 5 décembre 1938, fermeture du service des voyageurs[1],
- Septembre 1944-Juin 1946, réouverture au service voyageurs (trains Bordeaux < > Saintes et Bordeaux < > Nantes) durant la reconstruction du pont ferroviaire de Cubzac,
- 6 décembre 1960, la totalité de la ligne est déclassée[1],

### Origine
La loi et le décret du 18 juillet 1868 approuvent la convention passée, à la même date, entre le ministre des travaux publics et la Compagnie des chemins de fer des Charentes. L'État s'engage à concéder à la Compagnie, dans le cas où l'utilité publique serait reconnue, le chemin de fer de Libourne à la ligne de Saintes à Coutras, près Marcenais et la Compagnie s'engage à exécuter ce chemin de fer dans un délai de huit ans, à dater du premier janvier qui suivra la concession définitive et à l'article 4, l'État s'engage à payer à la Compagnie une somme de un million cent mille francs pour l'exécution de ce chemin de fer. À la suite de cette convention, la Compagnie présente un avant-projet pour cet embranchement de moins de vingt kilomètres ce qui permet d'organiser une enquête d'utilité publique dont les conclusions sont exprimées dans le procès-verbal du 1er février 1870.  Le 30 août 1871, un arrêté déclare d'utilité publique l'établissement du chemin de fer de Libourne à  la ligne de Saintes à Coutras, près Marcenais. Ce qui rend définitif les accords de la convention du 18 juillet 1868.
L'État rachète le réseau de la Compagnie des chemins de fer des Charentes par une convention signée entre le ministre des Travaux publics et la compagnie le 31 mars 1877. Cette convention est approuvée par une loi le 18 mai 1878.

## Caractéristiques

### Gares
Marcenais (PK 0,000), Périssac (PK 6,0), Galgon (PK 10,3), Les Billaux (PK 15,8), Libourne (PK 19,700).